# Georg Wolfgang Franz Panzer
Georg Wolfgang Franz Panzer (ur. 31 maja 1755 w Etzelwangu, zm. 28 czerwca 1829 w Hersbrucku) – niemiecki lekarz, botanik i entomolog.
Urodził się w 1755 roku w Etzelwangu. Jego ojcem był pastor i bibliograf Georg Wolfgang Panzer, matką zaś Rosine Helene, córka profesora medycyny Johanna Jakoba Jantkego. Jego młodszym bratem był Johann Friedrich Heinrich Panzer, kaznodzieja i artysta-miedziorytnik. Od 1760 do 1772 roku Georg uczęszczał do szkoły w Norymberdze. W 1774 roku rozpoczął studia medyczne w Erlangen i Altdorfie, zakończone uzyskaniem w 1777 roku doktoratem. Kontynuował edukację w Wiedniu, Strasburgu i Szwajcarii. W 1780 roku przyjęty został do Collegium Medicum w Norymberdze. W mieście tym założył również prywatny ogród botaniczny. Od 1798 roku pracował jako lekarz sądowy i miejski w Hersbrucku koło Norymbergi. W miejscowości tej zmarł w 1829 roku.
Na polu botaniki zasługi Panzera obejmują m.in. badania nad roślinami liściastymi i wątrobowcami, opracowanie podziału wiechlinowatych na rodzaje oraz niemieckojęzyczny przekład systematyki roślin Karola Linneusza.
Wniósł duży wkład we wczesną entomologię, zwłaszcza w badania entomofauny Niemiec. W latach 1793–1813 publikował wielotomowe Faunae Insectorum Germanicae Initia, oder Deutschlands Insecten; dzieło to później kontynuowane było przez Gottlieba Augusta Herricha-Schäffera. W 1795 roku wydał Deutschlands Insectenfaune oder entomologisches Taschenbuch für das Jahr 1795, w 1802 roku Symbolae Entomologicae, a w 1805 roku Kritische Revision der Insektenfaune Deutschlands. 